# Липучка растопыренная
Липу́чка растопы́ренная (лат. Láppula squarrósa), или по устаревшим синонимичным названиям Липучка обыкнове́нная, Липучка незабудковая (лат. Lappula myosotis), Липучка шероховатая (лат. Lappula echinata), — травянистое растение, вид рода Липучка (Lappula) семейства Бурачниковые (Boraginaceae).

## Ботаническое описание

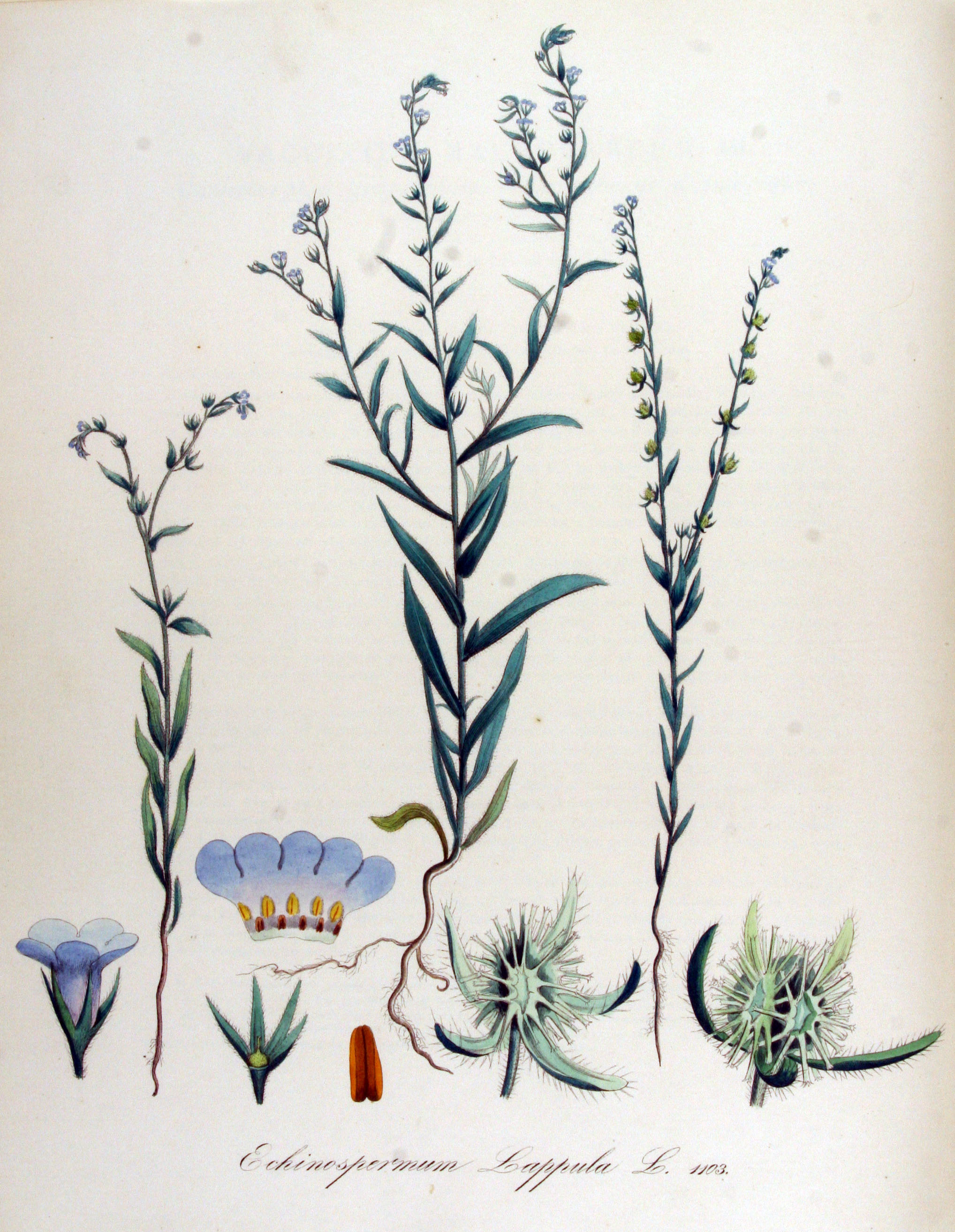

Двулетнее, реже однолетнее растение с прямостоячими, длинноразветвлёнными в верхней части стеблями 5—80 см высотой, несколько сероватое от опушения. Листья очерёдно расположенные по стеблю, цельные, продолговато-ланцетные, с отстоящим или почти прилегающим опушением, нижние — клиновидно суженные в нечётко выраженный черешок.
Цветки в длинных завитках, собранных в свою очередь в кистевидное или щитковидное общее соцветие. Чашечка почти до основания разделённая на 5 линейных долей, к плодоношению отгибающихся книзу. Венчик пятилопастный, голубой, до 4 мм в диаметре, с короткой трубкой и воронковидно-колокольчатым отгибом.
Эремы бугорчатые, с плоскими, отогнутыми или торчащими шипами, 1—1,5 мм длиной.

## Распространение
Широко распространённое в Евразии растение. Вид включен в ботанический атлас растений Ленинградской области. Натурализовалось в Северной Америке и Южной Африке. Рудерал, встречающийся по нарушенным местам и пустырям, по обочинам дорог, на полях и в садах. 

## Классификация

### Таксономия[5]
Lappula squarrosa (Retz.) Dumort., Fl. Belg. 40 (1827). — Myosotis squarrosa Retz., Observ. Bot. 2: 9 (1781).
Вид Липучка растопыренная относится к роду Липучка (Lappula) семейства Бурачниковые (Boraginaceae) порядка Бурачникоцветные (Boraginales). Кладограмма в соответствии с Системой APG IV по состоянию на июнь 2023 года:
|  |                                      |  |                                   | порядок Бурачникоцветные |  | семейство Бурачниковые - 153 ботанических рода |  | Липучка |  | Липучка растопыренная |
|  |                                      |  |                                   | порядок Бурачникоцветные |  | семейство Бурачниковые - 153 ботанических рода |  | Липучка |  | Липучка растопыренная |
|  | отдел Цветковые, или Покрытосеменные |  |                                   |                          |  |                                                |  |         |  |                       |
|  |                                      |  |                                   |                          |  |                                                |  |         |  |                       |
|  |                                      |  | ещё 63 порядка цветковых растений |                          |  |                                                |  |         |  |                       |
|  |                                      |  |                                   |                          |  |                                                |  |         |  |                       |

### Внутривидовые таксоны
- Lappula consanguinea  subsp. cupuliformis
- Lappula squarrosa subsp. erecta

### Синонимы
- Cynoglossospermum consanguineum  Kuntze
- Cynoglossospermum lappula  Kuntze
- Cynoglossum clusii  Loisel.
- Cynoglossum lappula  Scop.
- Echinospermum alpinum  Schur
- Echinospermum canescens var. angustifolium  Opiz
- Echinospermum canescens var. longifolium  Opiz
- Echinospermum casanense  Wirz. ex  Ledeb.
- Echinospermum casanicum  Wirz.
- Echinospermum consanguineum  Fisch. &  C.A.Mey.
- Echinospermum costae  Sennen
- Echinospermum cynoglossoides  E.Mey. ex  A.DC.
- Echinospermum fabrei  Sennen
- Echinospermum ispahanicum  Boiss.
- Echinospermum lanceolatum  Opiz
- Echinospermum lappula  Lehm.
- Echinospermum obtusifolium  Opiz
- Echinospermum pedunculatum  Opiz
- Echinospermum squarrosum  Rchb.
- Echinospermum vulgare  Sw. ex  Schrad.
- Lappula consanguinea  Gürke
- Lappula echinata  Gilib. ex  Fritsch
- Lappula echinata var. consanguinea  (Fisch. &  C.A.Mey.) Brand
- Lappula echinata var. erecta  Brand
- Lappula echinata var. grandiflora  Kuntze
- Lappula lappula  H.Karst.
- Lappula myosotis  Moench
- Myosotis echinosperma  Mazziari
- Myosotis lappula  L.
- Myosotis squarrosa  Retz.
- Rochelia lappula  Roem. &  Schult.